# Cupido kodiak
Cupido kodiak är en fjärilsart som beskrevs av Edwards 1870. Cupido kodiak ingår i släktet Cupido och familjen juvelvingar. Inga underarter finns listade i Catalogue of Life.